# ヘッシヒハイム
ヘッシヒハイム (ドイツ語: Hessigheim) はドイツ連邦共和国バーデン＝ヴュルテンベルク州ルートヴィヒスブルク郡に属す町村（以下、本項では便宜上「町」と記述する）である。この町はシュトゥットガルト地域（1992年まではミットレラー・ネッカー地域）およびシュトゥットガルト大都市圏周縁地域に含まれる。ヘッシヒハイム以外にこの町に属す地区はない。

## 地理

### 位置
ヘッシヒハイムは、主にネッカー川右岸に位置している。ネッカー川は東のムンデルスハイムと西のベージヒハイムとの間で大きく蛇行しており、この町の付近では南に向かって流れている。蛇行部北側の急斜面にはブドウ畑が広がっているが、川の南側は森に覆われている。近くには、北にゲムリヒハイム、南にクラインインゲルスハイム、北東にベージヒハイムのオットマールスハイム地区がある。

### 自治体の構成
自治体ヘッシヒハイムは、同名の地区単体で構成されている。

### 隣接する市町村
ヘッシヒハイムは、北西はゲムリヒハイム、北東は短い区間ではあるがベージヒハイムの飛び地であるオットマールスハイム地区、東はムンデルスハイム、南東はインゲルスハイム、南西と西はベージヒハイムと境を接する。隣接市町村はいずれもルートヴィヒスブルク郡に属している。

### 土地利用
| 土地用途別面積     | 面積 (km2) | 占有率 |
| ------------------ | ---------- | ------ |
| 住宅地および空き地 | 0.32       | 6.4 %  |
| 産業用地           | 0.07       | 1.3 %  |
| レジャー用地       | 0.02       | 0.4 %  |
| 交通用地           | 0.36       | 7.2 %  |
| 農業用地           | 3.49       | 69.5 % |
| 森林               | 0.07       | 1.4 %  |
| 水域               | 0.42       | 8.3 %  |
| その他の用地       | 0.28       | 5.6 %  |
| 合計               | 5.03       |        |

州統計局の2018年12月31日現在のデータによる。

## 歴史

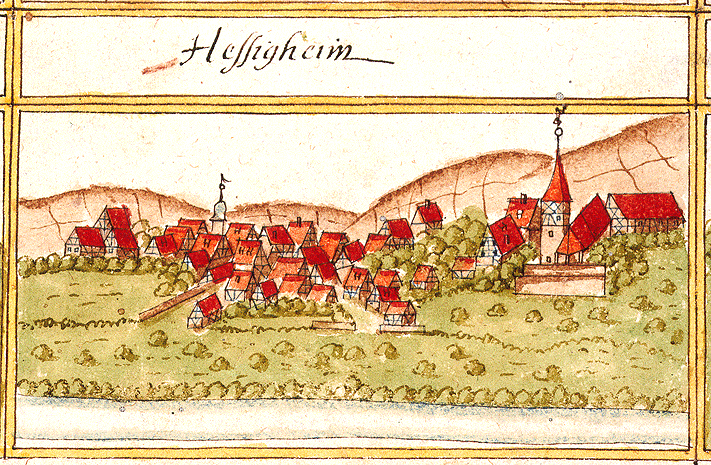
1686年頃のアンドレアス・キーザーによるヘッシヒハイムの絵図

この集落はおそらくアレマン人により建設され、500年頃にフランク人の支配下に入った。500年から900年までヘッシヒハイムはエンツガウに属した。ヘッシヒハイムは774年にロルシュ文書に初めて記録されている。779年、クニベルト伯はマイン＝ネッカー付近の所領をすべてフルダ修道院に寄進した。この中にヘッシヒハイムの所領も含まれていた。この地域は900年から1200年まで主にインゲルスハイム伯領に含まれた。
この村は中世にはベージヒハイム家の領主権下にあり、この家門と運命をともにした。バーデン辺境伯、一部プファルツ選帝侯の所有地があった。1595年にヴュルテンベルク家が統治権を獲得した。行政機構上この集落はオーバーアムト・ベージヒハイム、1938年からはルートヴィヒスブルク郡に属した。
この村の歴史は、主に修道院、特にヒルザウ修道院によって形成された。シュヴァルツヴァルトではブドウ栽培ができないため、中世には既に有名なワインの産地であったネッカー川河畔に土地を求めた。ヘッシヒハイムのワイン業者は何世紀にもわたって個別にワインを出荷していたが、1950年にヘッシヒハイム・ワイン製造業者組合 eG が創設され、1972年にベージヒハイム・ワイン製造業者組合と合併した。
1970年代の市町村再編時にベージヒハイムへの合併が検討されたが、独立を保持することができた。人口約2,200人のヘッシヒハイムは、郡内で最も小さな自治体である。

## 住民

### 人口推移
各時点における町域の人口を示す。数値は、人口調査結果 (*) またはバーデン＝ヴュルテンベルク州統計局の公的研究結果に基づく（この町を主たる居住地としている人口）。
| 時期           | 人口（人） |
| -------------- | ---------- |
| 1871年12月1日* | 943        |
| 1880年12月1日* | 973        |
| 1890年12月1日* | 1,012      |
| 1900年12月1日* | 1,058      |
| 1910年12月1日* | 1,085      |
| 1925年6月16日* | 1,113      |
| 1933年6月16日* | 1,125      |
| 1939年5月17日* | 1,072      |
| 1950年9月13日* | 1,401      |

| 時期           | 人口（人） |
| -------------- | ---------- |
| 1961年6月6日*  | 1,381      |
| 1970年5月27日* | 1,797      |
| 1980年12月31日 | 1,766      |
| 1987年5月25日* | 1,796      |
| 1990年12月31日 | 1,941      |
| 1995年12月31日 | 2,107      |
| 2000年12月31日 | 2,191      |
| 2005年12月31日 | 2,209      |
| 2010年12月31日 | 2,217      |
| 2015年12月31日 | 2,384      |

### 宗教
ヘッシヒハイムは、16世紀の宗教改革以降、福音主義が多数派の町である。少数のカトリック信者には、ゲムリヒハイムのカトリック教会がある。

## 行政

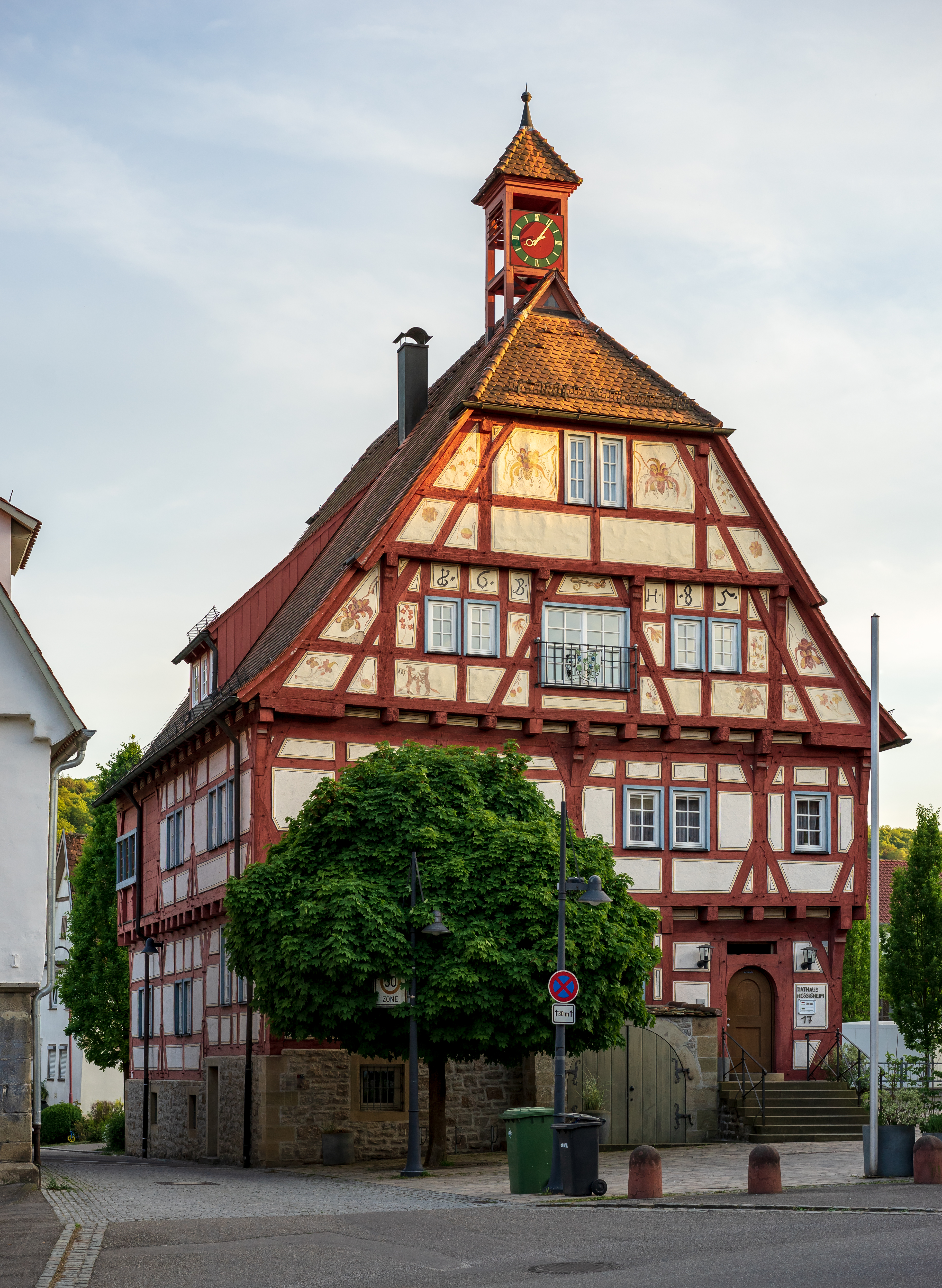
ヘッシヒハイムの町役場

### 議会
ヘッシヒハイムの町議会は、10議席からなる。議員は直接選挙で選出される。候補者名簿はなく、多くの票を獲得した候補者が当選となる。議員は名誉職である。これに町長が議長として加わる。議長は議会での投票権を有している。

### 首長
ギュンター・ピルツは2010年2月7日に町長に選出された。彼は2018年2月の選挙で 96.7 % の支持票を獲得して再選された。

### 紋章と旗
ヘッシヒハイムは1979年7月1日に紋章と緑 - 白の配色の旗をルートヴィヒスブルク郡長から認可された。紋章は、銀地に、下部に銀の波帯が描かれた緑の丘、そこから3つの青い房をつけた緑のブドウの木が生えている。この図柄は、伝統産業としてのワイン作りと、ネッカー河畔の立地を表している。

## 文化と見所

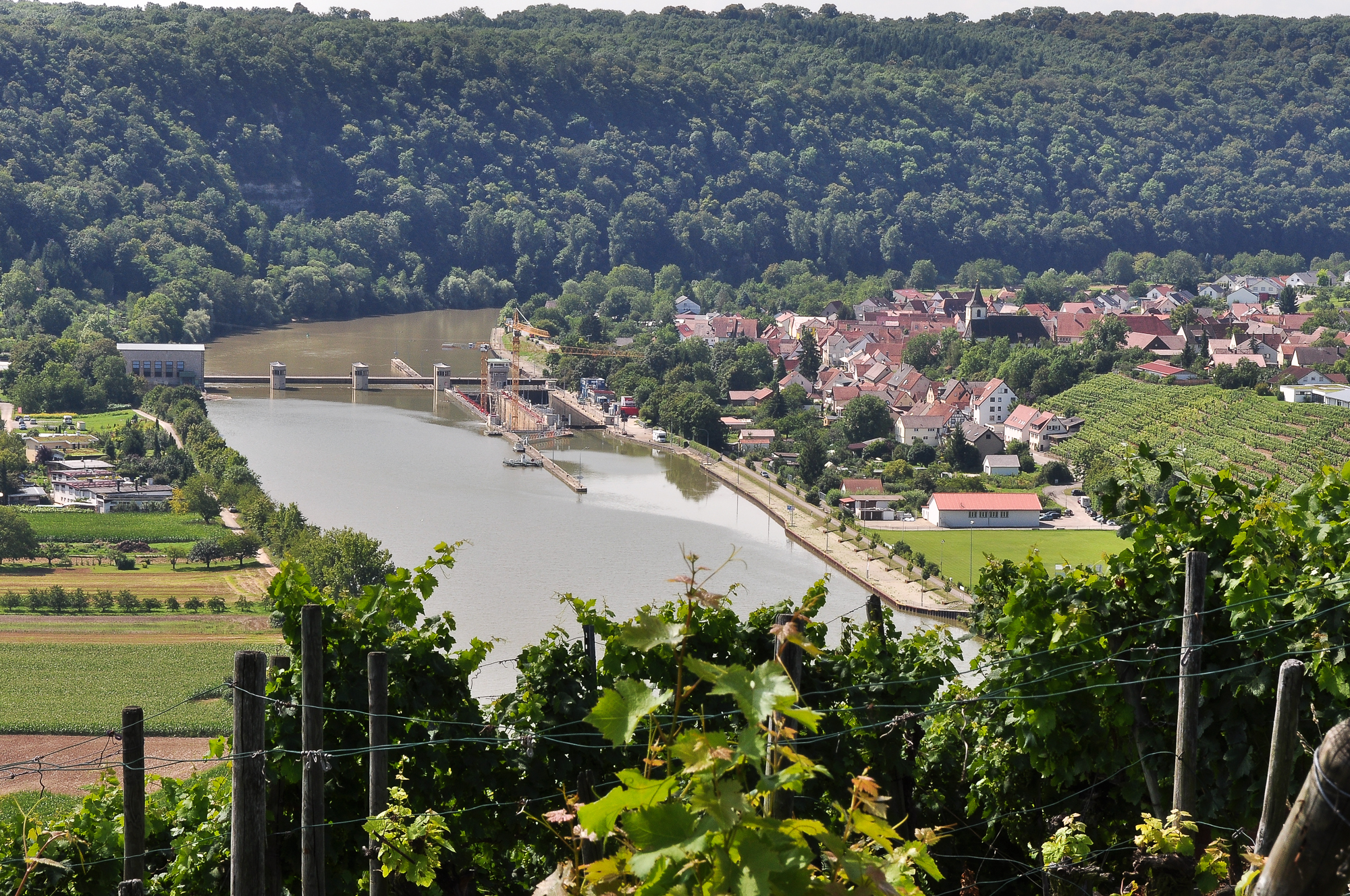
ヘッシヒハイム堰

ヘッシヒハイムは、多くの見所が点在するヴュルテンベルク・ワイン街道沿いに位置している。

### 建築
- 16世紀に建設されたヘッシヒハイムの町役場

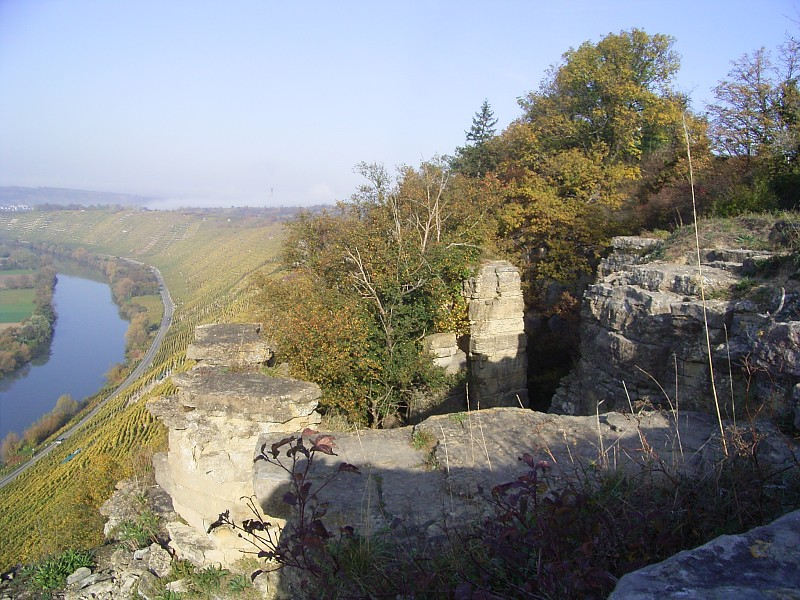
フェルゼンゲルテン、麓にブドウ畑が広がる。

- ネッカー川の中にあるヘッシヒハイム堰

### 自然文化財
町の北側は、高くそそり立つネッカー川の攻撃斜面沿いに柱状の「フェルゼンゲルテン」があり、スポーツクライマーらに人気がある。登山路は、浸食作用、地滑り、崖崩れなどによりしばしば通行禁止になる。このため大規模な土留めがなされた。岩場と長年使われているブドウ畑は、ホソバナデシコ、ムラリスカベカナヘビや Oedipoda caerulescens といった温暖な気候を好む保護動植物のためのビオトープを形成している。

## 経済と社会資本
ヘッシヒハイムは、ヴュルテンベルク・ワイン地区のヴュルテンベルク・ウンターラント地域シャルクシュタイン大地区に属している。

### 地元企業
ヘッシヒハイムのフェルゼンゲルテンの麓、ベージヒハイムへの道路沿いに、ヘッシヒハイムを含む周辺市町村のワイン醸造家が運営するフェルゼンガルテンケラーライがある。

### 教育
ヘッシヒハイムには、基礎課程・本課程学校がある。この他に幼稚園が2園、託児所が1箇所ある。

### ライフライン
この町の電力網は、Syna GmbH によって運営されている。ガスの供給は行われていない。飲料水はベージヒハイム水供給グループによって供給されている。下水は、約 1 km 下流にある町の下水処理場で処理される。塵芥処理は、ルートヴィヒスブルク郡塵芥処理会社 (AVL) が担当している。AVLは、ルートヴィヒスブルク郡の委託を受けてゴミの削減、再利用、廃棄といった処理を行っている。